# Mimosa gymnoloma
Mimosa gymnoloma är en ärtväxtart som beskrevs av George Bentham. Mimosa gymnoloma ingår i släktet mimosor, och familjen ärtväxter. Inga underarter finns listade i Catalogue of Life.